# つきだて七夕まつり
つきだて七夕まつり（つきだてたなばたまつり）は、宮城県栗原市築館で開催される七夕祭り。

## 概要
栗原市の築館総合支所などで開かれる。2014年は歩行者天国の区間を短縮し、七夕飾りやイベント会場を集約して行われた。
イベントのメイン会場は総合支所前駐車場。七夕は築館地区の4小学校、築館中の児童・生徒らが制作し、総合支所前の駅前大通り約100mを歩行者天国にして飾った。駅前大通り商店会が行ってきた物産販売などのイベント「築の市」、栗原南部商工会青年部が実施する「しづはた姫コンテスト」を七夕まつりの一環に位置付け、集客力を強化した。会場では、フラダンスの披露、太鼓の演奏会、ジャズライブのほか、露店を集めた屋台村、ビアガーデン、フリーマーケットなども開かれた。
従来は、駅前大通りを含む目抜き通り計700mを通行止めにし、竹飾りを取り付けてきたが、まつりを存続させるために集約することになったという。

## 沿革
- 2014年（平成26年） - 8月9日、8月10日
- 2015年（平成27年） - 8月8日、8月9日

## 会場
- 駅前大通り商店街（歩行者天国開設区間）並びに築館総合支所

〒987-2216 宮城県栗原市築館伊豆2丁目6-1　

## 主催
- 栗原南部商工会/築館支部

## 日時
- 毎年 :8月7日前後の土曜日・日曜日

（2015年の場合、8月8日・8月9日） 午前10時～午後9時30分

## 駐車場・交通規制
- 無料駐車場あり 栗原市立築館幼稚園南側駐車場など
- 交通規制あり

## アクセス
- 東北自動車道築館ICより車で約5分

## 周辺
- 薬師公園